# Hiroto Hatao
Hiroto Hatao (født 16. september 1990) er en japansk fodboldspiller, som spiller for den japanske fodboldklub Omiya Ardija.